# 유로리그 베이스볼
유로리그 베이스볼은 2016년 4월부터 유럽프로야구 연맹의 주도로 새로 창설된 프로리그이다. 올 시즌은 12경기 정도를 진행할 예정이다.

## 같이 보기
- 오스트레일리아 야구 리그
- 베이스볼 분데스리가
- 혼크발 호프트클라시
- 세리에 A (야구)
- 메이저 리그 베이스볼